# Lila Tretikov
Lila Tretikov (in russo: Лайла Третиков o Ляля Третьякова; Mosca, 25 gennaio 1978) è un'informatica russa naturalizzata statunitense, specialista in software d'impresa.

## Biografia
Nel maggio 2014 è stata nominata direttrice esecutiva di Wikimedia Foundation a San Francisco, carica da cui si è dimessa nel febbraio 2016.
È stata inserita nella lista delle 100 donne più potenti del mondo secondo Forbes.